# Joan Enric Vives i Sicília
Joan Enric Vives i Sicília (pron. catalana: [ʒuˈan ənˈriɡ ˈbiβəz i siˈsili.ə]; Barcellona, 24 luglio 1949) è un arcivescovo cattolico spagnolo, dal 31 maggio 2025 vescovo emerito di Urgell.

## Biografia
Joan Enric Vives i Sicília è nato a Barcellona il 24 luglio 1949.

### Formazione e ministero sacerdotale
Entrato nel seminario di Barcellona, ha studiato filosofia e teologia presso la Facoltà di Teologia della Catalogna, ove nel 1976 ha conseguito la licenza in teologia. Nel 1982 ha ottenuto la laurea in filosofia e scienze dell'educazione presso l'Università di Barcellona.
Il 24 settembre 1974 è stato ordinato presbitero per l'arcidiocesi di Barcellona. In seguito è stato vicario parrocchiale dal 1974 al 1981, delegato episcopale della gioventù e arciprete dal 1979 al 1985, membro del consiglio presbiterale dal 1979 al 1985 e del collegio dei consultori dal 1985 al 1990, formatore nel seminario dal 1987 al 1990, segretario del consiglio episcopale dal 1988 al 1990, vice decano della Facoltà ecclesiastica di filosofia e rettore del seminario maggiore di Barcellona dal 1990 al 1993.

### Ministero episcopale
Il 9 giugno 1993 papa Giovanni Paolo II lo ha nominato vescovo ausiliare di Barcellona e titolare di Nona. Ha ricevuto l'ordinazione episcopale il 5 settembre successivo dal cardinale Ricardo María Carles Gordó, arcivescovo di Barcellona, coconsacranti i cardinali Narciso Jubany Arnau, arcivescovo emerito di Barcellona, e Antonio María Javierre Ortas, prefetto della Congregazione per il culto divino e la disciplina dei sacramenti.
Il 25 giugno 2001 lo stesso papa Giovanni Paolo II lo ha nominato vescovo coadiutore di Urgell. Il 12 maggio 2003 è succeduto alla medesima sede. Il 10 luglio successivo ha prestato giuramento come coprincipe di Andorra. Il 19 marzo 2010 papa Benedetto XVI lo ha elevato alla dignità arciepiscopale.
Nel marzo del 2014 ha compiuto la visita ad limina.
In seno alla Conferenza episcopale spagnola è membro della commissione per il clero e i seminari dal marzo del 2020 e della commissione permanente. In precedenza è stato membro della commissione per l'insegnamento e la catechesi dal 1993 al 2002; membro della commissione per la pastorale sociale dal 2002 al 2005; presidente della commissione per i seminari e le università dal 2005 al 2008; membro della commissione per le comunicazioni sociali dal 2008 al 2014; membro del consiglio economico dal 2008 al 2014 e di nuovo presidente della commissione per i seminari e le università dal 2014 al 2020.
In seno alla Conferenza episcopale tarraconense è delegato per la liturgia. In precedenza è stato anche segretario generale e portavoce della stessa dal 1997 all'aprile del 2021 e responsabile del seminario maggiore interdiocesano della Catalogna dal 2001.
Nel 2014 Joan Enric Vives i Sicília ha dichiarato che avrebbe abdicato come vescovo di Urgell e coprincipe di Andorra se il parlamento andorrano avesse approvato una legge che legalizzasse l'aborto. La proibizione dell'aborto è contenuta nella Costituzione andorrana del 1993 e Andorra è uno dei pochi paesi in cui l'aborto volontario è punito in tutti i casi, salvo il pericolo di vita per la gestante.
Il 31 maggio 2025 papa Leone XIV accoglie la sua rinuncia, presentata per raggiunti limiti di età, al governo pastorale della diocesi di Urgell; gli succede il vescovo coadiutore Josep-Lluís Serrano Pentinat.

## Posizioni politiche
In diverse occasioni si è dimostrato vicino alle posizioni del nazionalismo catalano ed è un sostenitore sia dell'indipendenza della Catalogna  sia dell'uso del catalano nella liturgia cattolica.

## Genealogia episcopale
La genealogia episcopale è:
- Cardinale Scipione Rebiba
- Cardinale Giulio Antonio Santori
- Cardinale Girolamo Bernerio, O.P.
- Arcivescovo Galeazzo Sanvitale
- Cardinale Ludovico Ludovisi
- Cardinale Luigi Caetani
- Cardinale Ulderico Carpegna
- Cardinale Paluzzo Paluzzi Altieri degli Albertoni
- Papa Benedetto XIII
- Papa Benedetto XIV
- Papa Clemente XIII
- Cardinale Marcantonio Colonna
- Cardinale Giacinto Sigismondo Gerdil, B.
- Cardinale Giulio Maria della Somaglia
- Cardinale Carlo Odescalchi, S.I.
- Cardinale Costantino Patrizi Naro
- Cardinale Lucido Maria Parocchi
- Papa Pio X
- Cardinale Gaetano De Lai
- Cardinale Raffaele Carlo Rossi, O.C.D.
- Cardinale Amleto Giovanni Cicognani
- Cardinale Luigi Dadaglio
- Cardinale Ricardo María Carles Gordó
- Arcivescovo Joan Enric Vives Sicília